# 818年
| 千纪： | 1千纪                                                                                           |
| 世纪： | 8世纪 \| 9世纪 \| 10世纪                                                                        |
| 年代： | 780年代 \| 790年代 \| 800年代 \| 810年代 \| 820年代 \| 830年代 \| 840年代                       |
| 年份： | 813年 \| 814年 \| 815年 \| 816年 \| 817年 \| 818年 \| 819年 \| 820年 \| 821年 \| 822年 \| 823年 |
| 纪年： | 戊戌年（狗年）；唐元和十三年；南诏全义三年；吐蕃彝泰四年；日本弘仁九年；渤海国太始元年          |

## 大事记
- 朝鲜半岛
  - 渤海国宣王大仁秀继位。
- 拜占庭帝國
  - 羅斯人掠奪安那托利亞的北部海岸
- 英國
  - 盎格魯-撒克遜人突襲威爾斯的達費德(Dyfed)

## 逝世
- 阿里·里達(什葉派主流派系十二伊瑪目派尊奉的第八任伊瑪目)
- 十月三日，埃斯拜的埃芒加德，法蘭克王國的皇后
- 權德輿，字載之，天水略陽（今甘肅秦安）人。著有《權文公文集》
- 袁滋，字德深，郡望陳郡汝南（今河南汝南），蔡州郎山人。唐朝官員，書法家。